# CVP (программирование)
Content Vectoring Protocol (CVP) изначально разработан Check Point Software в 1996 как спецификация протокола для интеграции с антивирусными серверами. Check Point вначале использовал Content Vectoring Protocol (CVP) в его FireWall-1 Version 3.0 а затем создал для CVP API-спецификацию.

## Спецификация протокола
CVP API определяет асинхронный интерфейс к серверу приложений, который осуществляет проверку содержимого файлов. Важной особенностью является сканирование файлов на вирусы и на наличие «троянов» и прочих опасных вложений при их прохождении через файрволл. CVP определяет взаимодействие на уровне клиент/сервер, что позволяет различным файрволлам совместно использовать общий сервер проверки содержимого (англ. content validation server). По сути, единственный сервер проверки контента собирает от нескольких файрволлов отправляемые ими на проверку файлы.